# پیدلترنتاید
پیدلترنتاید (به انگلیسی: Piddletrenthide) یک روستا و محله مدنی در بریتانیا است که در West Dorset واقع شده‌است. پیدلترنتاید ۶۴۷ نفر جمعیت دارد.